# Högnäs
Högnäs är en by i Hedesunda socken, Gävle kommun. Byn som ingår i ett större byområde kallat Vinnersjö är känd sedan 1640-talet. Jacob Murmäster och Anders Joensson var då de första kända ägarna. Här gränsar Årsunda socken, Österfärnebo socken och Hedesunda socken. I Högnäs finns en legend om att Gustav Vasa "förpassade" en vidlyftig dotter Cecilia till Högnäsborgen.